# Estisk Ingermanland
Estisk Ingermanland er et mindre område i de vestligste dele af Ingermanland, som kom under estisk styre efter Freden i Tartu den 2. februar 1920.

## Grænser
Området var mod vest begrænset af floden Narva og i øst af en linje fra Finske Bugt mod øst til Kullaåen lige syd for Bolsjoje Kuzemkino, derfra sydover langs Kullaåen og videre en bue mod floden Luga, derfra mod vest vest til søen Peipus.

## Administrative forhold
Estisk Ingermanland bestod af Narva, Kose (senere Piiri) og Skarjatina (senere Raja) sognekommuner og hørte administrativt til Vaivara sogn.
Vaivara sogns område 1919–1925 omfattede landsbyerne: Bolšaja Mokred, Bolšaja Žerdjanka, Bolšoje Zagrivje, Dolgaja Niva, Hannika, Karstula, Konduši, Kukin Bereg, Kuritšek, Malaja Mokred, Maloje Zagrivje, Odrasaare, Olga-Risti, Otradnoje, Perevolok, Popovka, Pustoi Konets, Radovel, Saarküla, Skarjatina Gora, Ust-Žerdjanka, Vanaküla, Väiküla.
Kirkeligt hørte de historiske områder og landsbyer: Uusi Arsia, Uusi-Feodormaa, Hanike, Kalliviere, Karstala, Kullaankylä, Magdeburg, Uusi-Ropsu, Räkälä, Saarkylä, Tervola (Smolka), Vanhakulä, Väikylä til Kalliviere kirkesogn.
Narva vald (kommune), den nordligste, hørte ved valget til de estiske parlament (Riigivolikogu) i 1938 til 73. valgkreds, som valgte Elmar-Aleksander Lehtmets, og Piiri ja Raja vald, de to sydligste, hørte til 66. valgkreds, som valgte Aleksander Ossipov.
Det administrative ansvar for forholdene og overvågning af grænseegne hørte fra 20. februar 1939 under minister Ants Oidermaale.
I sit direktiv af 28. februar 1936 understregede lederen for forsvaret, Johan Laidoner, at området hinsides Narva-floden burde holdes uopdyrket og tyndt befolket. Skovområder skulle derfor bevares for at begrænse bosættelsen. Man skulle virke for, at de lokale russere skulle blive loyale borgere i staten Estland..

## Befolkningsforhold
I henhold til folketællinger i 1922 og 1934 var befolkningsfordelingen således:
| Område                    | Estere 1922    | Russere 1922  | Andre* 1922   | I alt 1922 | Estere 1934    | Russere 1934  | Andre* 1934   | I alt 1934 |
| ------------------------- | -------------- | ------------- | ------------- | ---------- | -------------- | ------------- | ------------- | ---------- |
| Naroova (Narva kommune)   | 350 (12,5%)    | 1.765 (63,0%) | 684 (24,5%)   | 2.799      | 600 (20,8%)    | 1.449 (50,0%) | 845 (29,2%)   | 2.894      |
| Kose (Piiri kommune)      | 113 ( 8,7%)    | 1.194 (91,1%) | 3 ( 0,2%)     | 1.310      | 145 (11,3%)    | 1.135 (88,2%) | 7 ( 0,5%)     | 1.287      |
| Skarjatina (Raja kommune) | 118 ( 3,4%)    | 3.374 (96,4%) | 7 ( 0,2%)     | 3.499      | 158 ( 4,6%)    | 3.290 (95,0%) | 16 ( 0,4 %)   | 3.464      |
| I alt                     | 581 ( 7,7%)    | 6.333 (83,2%) | 694 ( 9,1%)   | 7.608      | 903 (11,8%)    | 5.874 (76,8%) | 868 (11,4%)   | 7.645      |
| Ivangorod (del af Narva)  | 17.501 (65,0%) | 7.927 (29,5%) | 1.484 ( 5,5%) | 26.912     | 15.584 (66,3%) | 6.661 (28,3%) | 1.267 ( 5,4%) | 23.512     |

*Andre omfatter voter, finner, ingrere, tyskere, svenskere, letter m.fl.
kilde: Edgar Mattisen: Eesti-vene piir; ILO 1993; s. 85 (estisk)
I henhold til en undersøgelse fra 1941 var befolkningsfordelingen på landsbyer denne:
| Landsby           | Antal | Deporterede af bolsjevikker | Bemærkninger           |
| ----------------- | ----- | --------------------------- | ---------------------- |
| Uusi Ropsu Hanike | 64 .  | - .                         | finsk-ingrisk finsk    |
| Kulla             | 80    | 9                           | finsk                  |
| Uus Arsia         | 36    | 1                           | finsk                  |
| Räkälä            | 56    | 1                           | ingrisk-finsk          |
| Vanaküla          | 161   | 2                           | ingrisk-finsk          |
| Kalliviere        | 293   | 6                           | finsk-ingrisk          |
| Uus Feodormaa     | 37l   | -                           | finsk                  |
| Karstala-Gorka    | 79    | -                           | Eksempel               |
| Väiküla           | 263   | 1                           | ingrisk                |
| Saarküla          | 83    | 1                           | ingrisk                |
| Magerburg         | 39    | 1                           | russisk-estisk         |
| Tervola           | 75    | -                           | estisk-russisk-ingrisk |
| Alaküla           | (50)  |                             | finsk                  |
| I alt             | 1.316 | 22                          |                        |

Kilde: Noormets, s. 98f

## Finsk kultur
Till forskel fra de andre dele af Ingermanland blomstrede den finske kultur op i dette område efter 1920. Centralfigur i denne udvikling var Leander Reijo (også Reijonen og Reiju) fra Kullankylä, senere kaldt "Ingermanlands Konge". Man oprettede finske skoler og udgav et stencileret finsk tidsskrift. I Kallivieri blev i 1920 opført en kirke, som fik en finsk præst. Sproget blev renset for russiske låneord. Kallivieri forsamling havde 1928 ca 1.300 indbyggere.
Området blev ramt meget hårdt under 2. verdenskrig, hvor mange flygtede til Finland og i en del tilfælde videre til Sverige, og hele byer blev jævnet med jorden. Kirken i Kallivieri blev lukket i 1940 og nedrevet i 1948.
Efter 1944 blev Estisk Ingermanland besat af Sovjetunionen, og der efter er områdets finske præg stadig mere udtyndet.
I dag indgår området i Leningrad oblast, Rusland.